# Vallée du Biros
Pour les articles homonymes, voir Biros (homonymie).
La vallée du Biros est une petite vallée des Pyrénées centrales située dans la région du Couserans, à l'ouest du département de l'Ariège. Jouxtant la frontière espagnole et le val d'Aran (communes de Canejan et Naut Aran), ce territoire montagnard essentiellement pastoral, puis minier du XIXe siècle jusqu'au milieu du XXe, profite aujourd'hui de la beauté de ses sites naturels pour s'orienter vers le tourisme de montagne.

## Géographie
Au sud-ouest de Castillon-en-Couserans, le Biros s'élève depuis l'altitude de 700 mètres, le long de la haute vallée du Lez vers le sud, vers l'ouest selon celle de l'Isard, un torrent qui prend sa source au pied du pic de Crabère vers l'étang d'Araing. Le plus haut sommet du Biros et également du Couserans, le pic de Maubermé, culmine à 2 880 mètres.
Des cinq villages du Biros, les deux plus importants, Sentein et Bonac-Irazein sont placés sur les rives du Lez. Les trois autres, Antras, Balacet et Uchentein sont posés sur les « soulanes ».
Les vallées profondes et les crêtes étroites qui forment la frontière avec l’Espagne sont percées de gouffres, comme la grotte de la Cigalère ou le gouffre Martel (-303 mètres) qui furent explorés tous deux par Norbert Casteret.

### Principaux sommets
- Pic de Maubermé : 2 880 m
- Mail de Bulard : 2 750 m
- Pic de Serre Haute : 2 713 m
- Pic des Couloumès : 2 648 m
- Pic de Tartereau : 2 639 m
- Pic de Crabère : 2 630 m
- Pic de Villeneuve : 2 593 m
- Pic de Garbé : 2 552 m

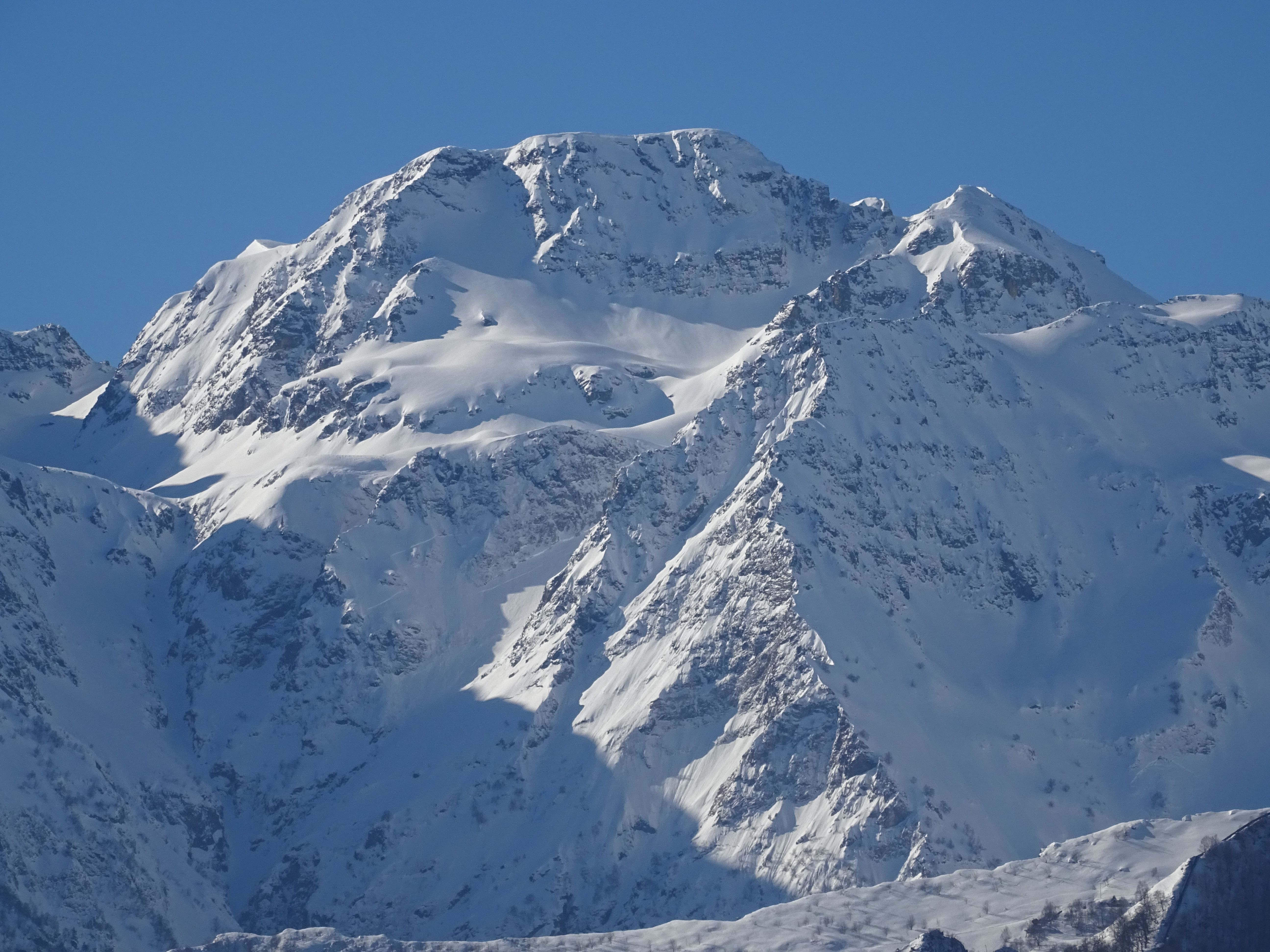
Le Tartereau en hiver.

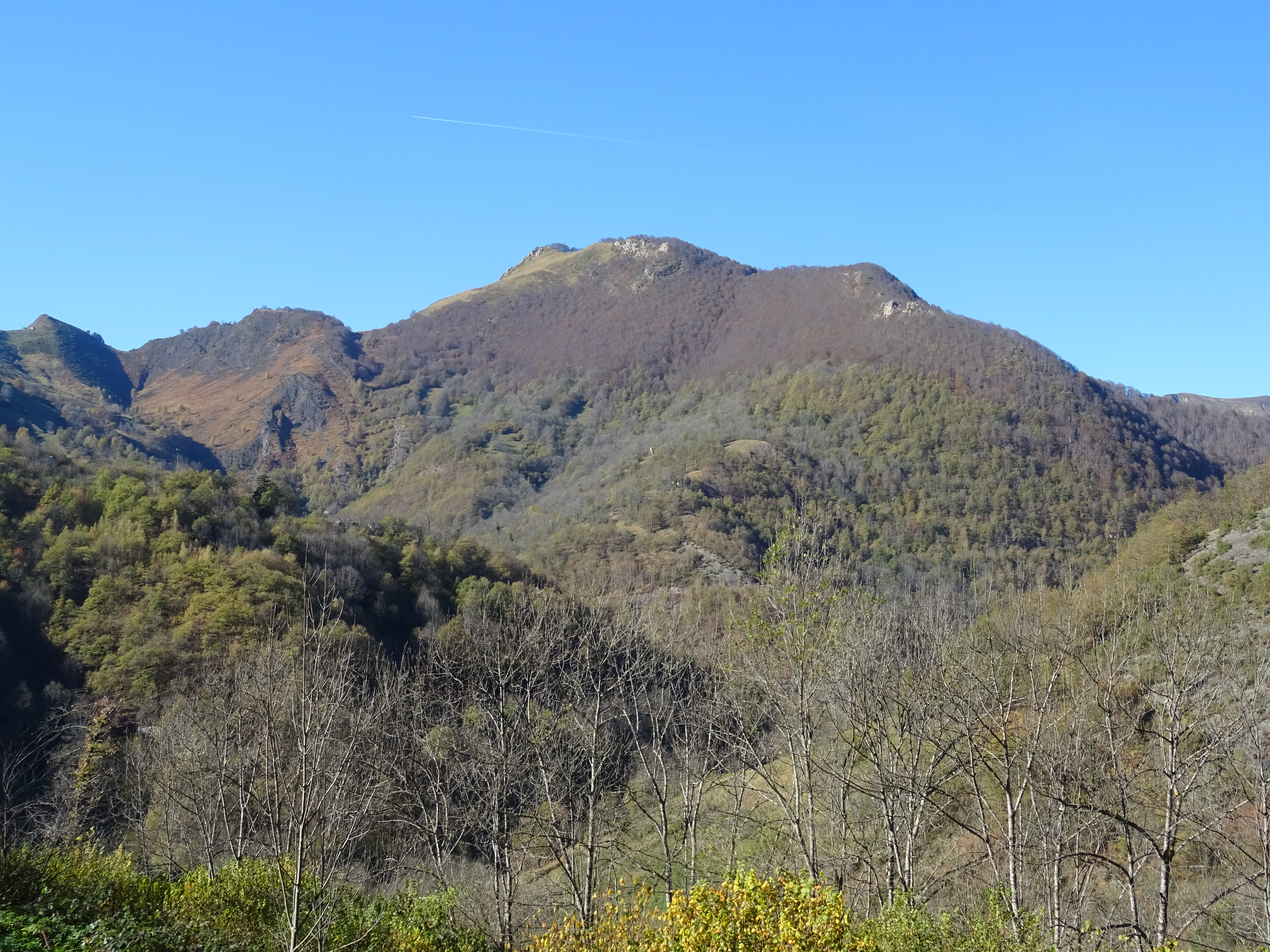
Versant sud du Tuc de la Core de Leat.

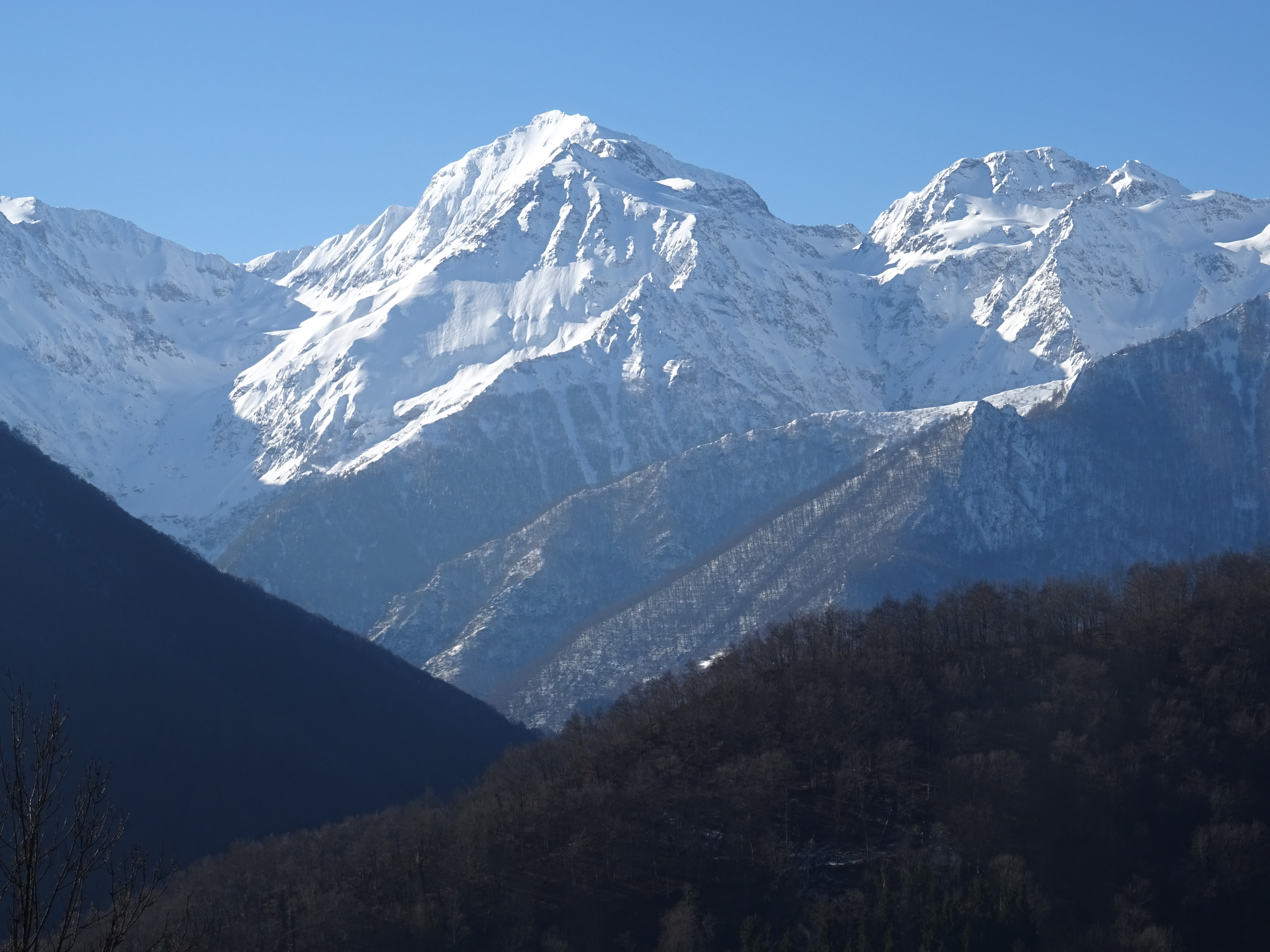
Hauts sommets biroussans.

- Tuc de la Coume de Lauze : 2 489 m
- Pic de la Montagnole : 2 488 m
- Pic de l’Har : 2 422 m
- Tuc de Bouc : 2 277 m
- Pic de la Calabasse : 2 210 m
- Pic du Past : 2 139 m
- Pic de Pièlé de Mil : 2 128 m
- Pic de Paumaude : 2 082 m
- Pic de la Mède : 2 044 m
- Cap de l’Empaillou : 1 838 m
- Tuc de la Pale : 1 767 m
- Pic de Courbayran : 1 759 m
- Pic de Sérau : 1 721 m
- Tuc de la Core de Leat : 1 703 m
- Tuc de la Ruère : 1 683 m
- Tuc de Pujatech : 1 681 m
- Pic de l’Arraing : 1 674 m
- Pic de Nède : 1 637 m
- Pic du Mail des Morères : 1 618 m
- Tuc de Puech : 1 401 m
- Pic du Mail Blanc : 1 287 m
- Tuc de Lauzat : 1 245 m

### Climat

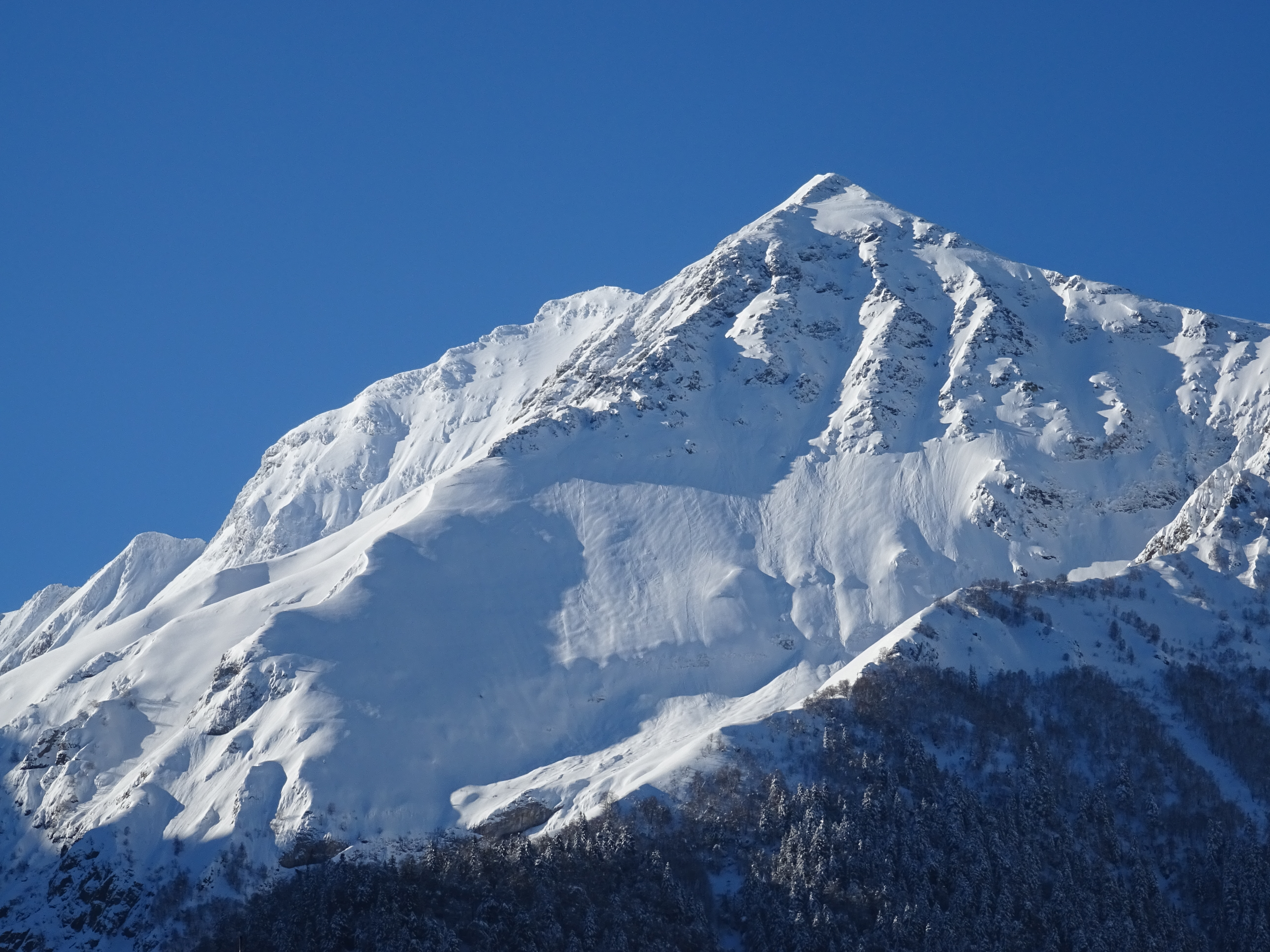
Sommets biroussans enneigés (février 2018).

La vallée du Biros connaît un climat de type montagnard avec une forte influence océanique.
L'été, certaines journées peuvent être chaudes sur les soulanes (versants sud), mais les nuits sont généralement bien rafraîchies et parfois précédées d'orages. Au contraire, il arrive que la moyenne montagne soit noyée dans le brouillard et le crachin avec une certaine fraîcheur, offrant alors parfois des mers de nuages à haute altitude. Les sécheresses estivales sont plutôt rares et la montagne conserve  une belle verdure tout au long de la saison estivale. Quelques névés perdurent près des hauts sommets, notamment sous le port d'Urets (2 512 m), ou encore sous l'imposant versant nord de la Mail de Bulard (2 750 m).
L'automne se divise souvent en deux parties : jusqu'à mi-octobre, les belles journées, lumineuses et douces, sont généralement majoritaires. Cela n'exclut pas une ou deux dégradations passagères, parfois neigeuses sur les hauts sommets. C'est une excellente période pour la randonnée. La mi-octobre passée, les couleurs automnales gagnent du terrain et les passages perturbés deviennent plus fréquents. C'est  après la Toussaint que les premières neiges font généralement leur apparition, parfois jusqu'en fond de vallée, blanchissant durablement les versants nord.
L'hiver alterne ensuite entre épisodes perturbés, froids et neigeux en flux de nord/nord-ouest, épisodes anticycloniques et coups de foehn venant du sud apportant un vent fort et très doux. Le dosage entre périodes hivernales, pluvieuses ou neigeuses, et périodes ensoleillées, douces ou fraîches, est très variable d'une année à l'autre. Il en va de même de l'enneigement. En moyenne, de décembre à mars, la limite d'enneigement continu et durable se positionne vers 1 100 à 1 300 m en versant nord et plutôt 1 800 à 2 000 m sur les versants sud. Alors que le fond de vallée, parfois ombragé, peut rester givré durant plusieurs journées, il fait doux quelques centaines de mètres plus haut dans les villages de la soulane.
La grande variabilité des hivers fait qu'il est difficile de tirer une tendance nette de l'évolution des conditions d'enneigement ces dernières années. Mais, comme le montrent notamment les travaux de l'Observatoire pyrénéen du changement climatique, il existe sur le long terme une indéniable tendance à la diminution de la durée d'enneigement et des cumuls de précipitations, associée à une augmentation des températures moyennes. La mauvaise santé des glaciers pyrénéens, bien que relative concernant le proche glacier d'Arcouzan (qui fait figure d'exception), en témoigne. Les hivers fortement enneigés n'ont pas pour autant disparu, telles les années 2003, 2004, 2005 et plus récemment 2013 où les quantités de neige sur les massifs pyrénéens ont tutoyé ou dépassé les records, et ce dès la basse altitude.
Le printemps, enfin, est la période durant laquelle les quatre saisons peuvent se rencontrer en une journée, témoignage du conflit entre les premières remontées d'air chaud et les dernières descentes froides. C'est peut-être le moment de l'année où les conditions météorologiques sont les plus incertaines et contrastées dans le Biros. Alors que certaines journées ensoleillées peuvent être presque chaudes dès le mois de mars, a contrario, le secteur peut être copieusement arrosé plusieurs journées de suite en plein cœur du mois de mai. La neige peut aussi faire des apparitions remarquées à basse altitude jusque fin avril/début mai (on parle de la « neige du coucou »).

## Histoire
Comme le Biros jouxte le val d'Aran (la « Gascogne espagnole »), son histoire fut marquée par les lies et passeries régissant depuis des siècles les échanges pastoraux et commerciaux transfrontaliers. Le commerce était également et plus naturellement développé vers les villes de Castillon et de Saint-Girons. Avec l'arrivée à Sentein du tramway depuis Saint-Girons de 1913 à 1937, puis l'avènement de l'automobile, les échanges transfrontaliers pédestres par le port de la Hourquette, le port d'Urets (Sentein) et le port d'Orle (Bonac-Irazein) se sont réduits progressivement mais la Seconde Guerre mondiale leur a donné à nouveau beaucoup de sens et plus particulièrement lors de l'invasion du Val d'Aran par des anti-franquistes en octobre 1944.

### Préhistoire et Antiquité
Mal connues, la préhistoire et l’histoire antique de la vallée du Biros ne se distinguent probablement peu de celles du Couserans. On a retrouvé peu de vestiges, des dépôts d'objets en bronze (bracelets, spirales) datant de l'âge du bronze final à Bonac-Irazein, et de l’âge du fer à Uchentein ; une meule gallo-romaine incorporée à l’église de Sentein.

### Moyen Âge
Au Moyen Âge, le Biros relevait de la châtellenie de Castillon. La période romane (fin XIe, XIIe siècle) se signale par une vague de construction d'églises dans l’ensemble du Couserans (églises de Sentein, Bonac et Balacet dans le Biros).
Les fortifications de l'église de Sentein datent du XIIIe siècle, mais elles furent encore renforcées durant la guerre de Cent Ans pour se protéger des troupes anglaises. On trouve d’autres travaux de fortifications défensives au château de la Malède à Bonac-Irazein.

### Époque contemporaine
Au début du XIXe siècle, le Biros participe à la guerre des Demoiselles.
Mais c’est surtout le développement minier (et à un moindre degré celui du thermalisme) qui caractérise la période contemporaine.
D'anciennes mines de plomb argentifère à Sentein, antérieures à 1600, témoignent du long passé minier du Biros. À partir de 1850, l'implantation de mines de zinc et de plomb font sa richesse. Les bâtiments sont construits en haute altitude : les mines de Bentaillou sont situées à 1 900 mètres, la « mangeuse d’hommes » de la Mail de Bulard a ses murs plantés sur une crête à 2 400 mètres. Cette activité modifie radicalement le mode de vie du Biros ainsi que ses paysages : en 1907, les mines de Bentaillou emploie plus de 500 mineurs ; deux écoles sont nécessaires pour abriter les 200 élèves de la commune de Sentein ; l’exploitation du minerai requiert l'aménagement de téléphériques et de centres de traitement dans les vallées, encore particulièrement visibles au bocard d'Eylie.
Cependant, dès la fin de la Première Guerre mondiale, le déclin s’annonce. L’épuisement du minerai, le fort coût d’exploitation dû à l’altitude des gisements, l’exode rural vont avoir raison des industries. En 1926, l’effondrement des cours du minerai de zinc signe la fin proche de l’activité minière. Après l'arrêt des mines en 1955, l'exode s'accélère encore : la population de la vallée chute de 1 100 habitants en 1954 à 300 en 1990 pour cependant remonter à 357 en 2004 puis 383 en 2014.
De ces mines, il reste encore d'imposants vestiges dans la montagne, bâtiments en ruines, galeries abandonnées, chemins vertigineux taillés dans la roche, rails et vieux wagonnets Decauville, qui évoquent les villes fantômes de la ruée vers l'or de l'Ouest américain.

## Patrimoine naturel
Depuis 2003, la vallée de l'Isard, avec la mail de Bulard, les pics de Maubermé, de Serre Haute et du Crabère ont été classés Site Natura 2000 (zone de protection spéciale) en raison de la présence d'espèces animales faisant l'objet de mesures de conservation (telles que l'aigle royal, le gypaète barbu, le hibou grand-duc, l'ours, le desman des Pyrénées et diverses chauves-souris) ou d'habitats naturels protégés,.
C'est aussi un pays de gouffres très techniques réservés à des spéléologues chevronnés.
La vallée du Biros est incluse, avec l'ensemble du Castillonnais, dans le parc naturel régional des Pyrénées ariégeoises créé en 2009.

## Patrimoine architectural et culturel

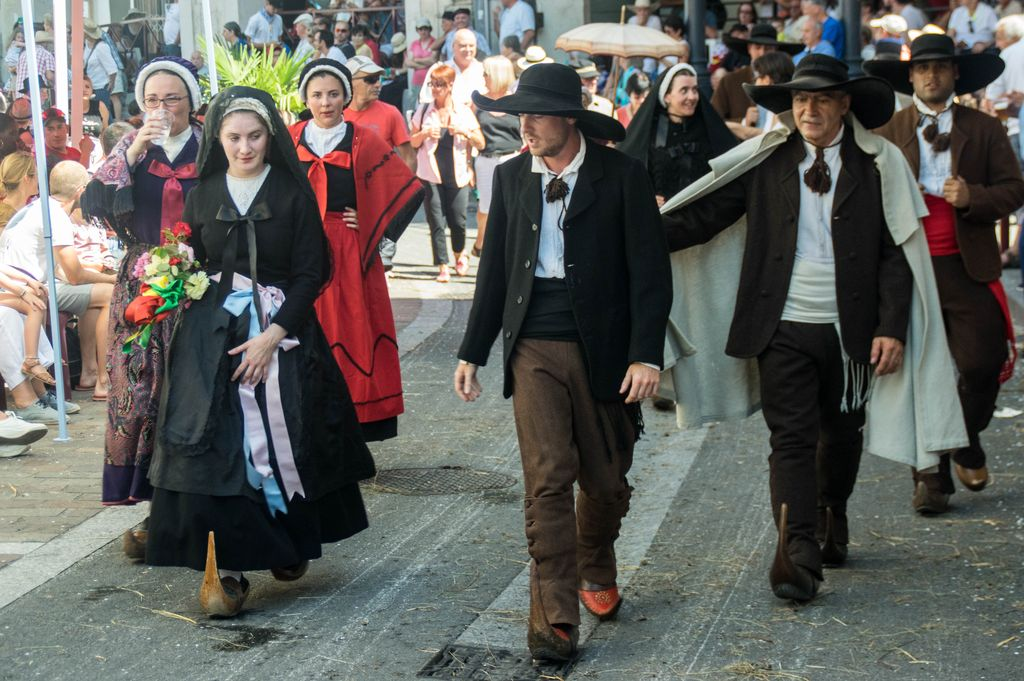
Biroussans lors du défilé dAutrefois le Couserans en 2019.

Outre la beauté de ses sites naturels et de ses sommets (Maubermé, Crabère, Serre Haute ou Mail de Bulard), le Biros se caractérise par des villages de montagne au patrimoine intéressant.
L'église fortifiée Notre-Dame de Sentein est construite sur une base romane, les fresques sur sa voûte datent de l’époque gothique (fin XVe siècle ou début XVIe siècle).
L'église Saint-Martin d'Antras remonte à l'époque romane. Sur cette même commune se trouve la chapelle de l'Isard, située en pleine montagne à 1 322 mètres d’altitude. Ce sanctuaire, construit selon la légende sur le site de la découverte miraculeuse d'une statue de la Vierge, est dédié à Notre-Dame-des-Neiges. Il devint un lieu de pèlerinage important à partir du XVIIe siècle. Les pèlerinages existent encore et ont lieu chaque année le 2 juillet et le 15 août.
Les églises de Balacet et de Bonac sont aussi du XIIe siècle.
Créée en 1921 par le félibre Alphonse Sentein, l’association Les Biroussans perpétue les us et coutumes de la vallée notamment par des spectacles de danse traditionnelle.

## Tourisme
La vallée du Biros comporte de nombreux gîtes et un camping. L'office du tourisme est situé à Sentein.
Un refuge gardé fonctionne l'été près de l'étang d'Araing dû à un barrage hydroélectrique. Un gîte d'étape sur le GR10 existe à Eylie (commune de Sentein)
Le Biros permet des randonnées familiales dans un cadre naturel encore assez peu fréquenté, alors que les forts dénivelés de ses crêtes frontalières proposent des randonnées sportives aux montagnards confirmés.

## Les communes du Biros
| Nom           | Code Insee | Intercommunalité      | Superficie (km2) | Population (dernière pop. légale) | Densité (hab./km2) |
| ------------- | ---------- | --------------------- | ---------------- | --------------------------------- | ------------------ |
| Antras        | 09011      | CC Couserans-Pyrénées | 20,02            | 74 (2022)                         | 3,7                |
| Balacet       | 09034      | CC Couserans-Pyrénées | 2,12             | 47 (2022)                         | 22                 |
| Bonac-Irazein | 09059      | CC Couserans-Pyrénées | 38,13            | 125 (2022)                        | 3,3                |
| Sentein       | 09290      | CC Couserans-Pyrénées | 59,18            | 170 (2022)                        | 2,9                |
| Uchentein     | 09317      | CC Couserans-Pyrénées | 4,02             | 20 (2014)                         | 5                  |

La commune d'Uchentein a fusionné depuis le 1er janvier 2017 avec Les Bordes-sur-Lez, devenant Bordes-Uchentein

## Population au cours des âges
| 1806  | 1851  | 1856  | 1901  | 1921  | 1946  | 1968 | 1982 | 1999 |
| ----- | ----- | ----- | ----- | ----- | ----- | ---- | ---- | ---- |
| 3 493 | 3 408 | 3 278 | 2 598 | 2 069 | 1 306 | 636  | 362  | 355  |

| 2004 | 2014 | - | - | - | - | - | - | - |
| ---- | ---- | - | - | - | - | - | - | - |
| 357  | 383  | - | - | - | - | - | - | - |